# Cakran
Cakran è una frazione del comune di Fier in Albania (prefettura di Fier).
Fino alla riforma amministrativa del 2015 era comune autonomo, dopo la riforma è stato accorpato, insieme agli ex-comuni di Dermenas, Frakull, Levan, Libofshë, Mbrostar Ura, Portëz, Qënder, Topojë a costituire la municipalità di Fier.

## Località
Il comune era formato dall'insieme delle seguenti località:
- Cakran
- Cakran i ri
- Floq
- Buz Madhe
- Humbar
- Varibop
- Vjose
- Kreshpan
- Gjorgos
- Vreshtas
- Gorishove
- Gjon